# می‌گو (سیستم‌عامل)
می‌گو (به انگلیسی: MeeGo) یک پروژهٔ سیستم عامل موبایل متن باز بر پایهٔ لینوکس است که در کنگره جهانی موبایل در فوریهٔ سال ۲۰۱۰ توسط اینتل و نوکیا در یک سمینار مطبوعاتی مشترک، معرفی شد. هدف از این پروژه، یکی کردن تلاش‌های سیستم عامل موبلین از شرکت اینتل و سیستم عامل ماامو از شرکت نوکیا در یک پروژه واحد می‌باشد. این پروژه توسط بنیاد لینوکس میزبانی می‌شود. بر طبق گفته اینتل، می‌گو به دلیل عدم ارایهٔ پیشنهاد جامعی از طرف مایکروسافت مبنی بر پشتیبانی ویندوز ۷ از پردازنده‌های اتم اینتل، توسعه داده شد.
هارماتان که در اصل مقدر شده بود تا Maemo 6 بشود، هم‌اکنون به عنوان یک نمونه از می‌گو شناخته می‌شود، و نوکیا از برند Maemo برای هارماتان و قبل از آن دست می‌کشد (از مِی مو ۵، به همراه فرمنتل، و نسخه‌های پیشین آن همچنان به عنوان مِی مو نام برده خواهد شد).
بنیاد لینوکس در سپتامبر ۲۰۱۱ پروژه میگو را به طرفداری از تایزن باطل کرد. در ژوئیه ۲۰۱۲ شرکت نوپای جولا اعلام کرد که با استفاده از نسخه جامعه محور می‌گو در حال کار روی سیستم عامل جدیدی به نام Sailfish OS است و در سال ۲۰۱۳ تلفن هوشمندی با این سیستم عامل عرضه می‌کند. تمام توسعه می‌گو و پشتیبانی‌اش از سخت‌افزارها متوقف شده‌اند.

## پیش نیازهای سیستم
می‌گو با هدف اجرا بر روی بسترهای سخت‌افزاری مختلفی شامل کامپیوترهای دستی، دستگاه‌های درون ماشینی، نت‌بوک‌ها و تلویزیون‌ها ساخته شده‌است. تمامی بسترها، هستهٔ می‌گو را به همراه لایه‌های تجربهٔ کاربری (“UX”) متفاوتی برای هر نوع از دستگاه‌ها به اشتراک می‌گذارند.
می‌گو برای هر دو سری پردازنده‌های ARM و x86 اینتل با SSSE3 فعال، پشتیبانی فراهم می‌کند و از سیستم فایل Brtfs به عنوان سیستم فایل پیشفرض بهره خواهد برد.

## رابط‌های کاربری
همراه با پروژهٔ می‌گو، چندین رابط کاربری گرافیکی وجود دارد – که به‌طور درونی تجربه کاربری گفته می‌شود.

### نت‌بوک
UX نت‌بوک، ادامه رابط موبلین هست. این رابط توسط ابزار Mx که بر پایهٔ Clutter می‌باشد، نوشته شده‌است.

### هندست
Ux هندست بر پایهٔ Qt هست، اما GTK+ و Clutter را هم شامل خواهد شد تا با برنامه‌های کاربردی موبلین سازگار باقی بماند. برای پشتیبانی از صدها برنامهٔ کاربردی بر پایهٔ هیلدون مِی مو، کاربران باید کتابخانهٔ هیلدون را که توسط جامعهٔ maemo.org پورت شده‌است، نصب کنند. بسته به نوع دستگاه، برنامه‌های کاربردی می‌توانند از AppUp اینتل یا سیستم‌های توزیع نرم‌افزار دیجیتالی Ovi نوکیا فراهم شوند.
نسخهٔ قبل از انتشار «روز ۱» UX هندست می‌گو در تاریخ سی ام جون ۲۰۱۰ موجود بود. نسخه پیش نمایش آن به‌طور اولیه برای بستر مورستاون اینتل موبایل Aava موجود بود، و یک فایل 'شروع سریع' برای توسعه دهندگان فراهم شده بود تا ایمیجی برای N۹۰۰ نوکیا بسازند.

### تبلت
اینتل، UX تبلت‌ها را بر روی کامپیوتر شخصی تبلت بر پایهٔ مورستاون، در نمایشگاه COMPUTEX Taipei در اوایل جون ۲۰۱۰ به نمایش گذاشت.
جزئیات فنی آن –همانند ابزارهای استفاده شده یا کمترین سخت‌افزار مورد نیاز– هم‌اکنون ناشناخته هستند.

### دستگاه خبری/تفریحی درون ماشینی
اتحادیهٔ GENIVI، یک کنسرسیوم متشکل از چندین سازندهٔ اتومبیل و شرکای صنعتی‌شان، از موبلین با Qt به عنوان پایه برای 'بستر مرجع GENIVI ۱٫۰ ' شان برای دستگاه خبری/تفریحی درون ماشینشان، استفاده می‌کنند. گراهام اسمتارتث از اتحادیهٔ GENIVI و گروه BMW در آوریل ۲۰۱۰ خبر مهاجرت از موبلین به می‌گو را دادند.
هنوز یک IVI UX رسمی برای می‌گو به نمایش گذارده نشده‌است، در هر حال در CES در ژانویهٔ ۲۰۱۰ یک رابط GENIVI ۱٫۰ همراه با چندین رابط کاربری مخصوص شرکتی بر پایهٔ Qt به نمایش درآمد. همچنین نوکیا نیز یک رابط در Embedded World در می۲۰۱۰ را به نمایش گذاشت.

## مجوز
می‌گو پروژه‌ای پیچیده‌است که خیلی از شرکت‌ها و سازمان‌ها را درگیر خود خواهد کرد. خط مشی اجازه استفاده از آن اصولاً در صفحهٔ «MeeGo License Policy» مستندسازی شده‌است. طبیعت بازارهای هدف می‌گو را در نظر بگیرید –بخش‌های موبایل و هدست– که، برخلاف بازار نرم‌افزاری دسکتاپ که تمایل دارد یک یا دو سیستم عامل از شرکت‌های برتر را بپذیرد، بشدت متنوع است و از این جهت هر دوی سازندگان دستگاه‌ها و فروشندگان نرم‌افزاری، تفاوت را به عنوان موضوع خیلی مهمی در نظر می‌گیرند. در نتیجه خط مشی اجازه استفاده از می‌گو، از یک سو، تلاش می‌کند تا پرورش کارهای اشتقاقی را تشویق کند و در عین حال، پروژه را تا حد ممکن باز نگه دارد.
از دید توزیعی، می‌گو مجموعه‌ای از نرم‌افزارهای متن باز است که بر طبق مجوز مربوطه‌شان توزیع می‌شوند.
از دید توسعه دهنده‌ای، که بیشتر، روشهای پذیرفتن نرم‌افزار از جامعه نرم‌افزار آزاد را بعلت مجوز آن‌ها مورد هدف قرار می‌دهد، نرم‌افزار می‌گو می‌تواند به دو دسته طبقه‌بندی شود: نرم‌افزار سیستم عامل و نرم‌افزار User Experience. نرم‌افزار OS باید در اصل از یک مجوز کپی لفت استفاده کند تا بازبودن سیستم زیرین را تضمین کند، در حالی که نرم‌افزار UX باید غالباً از مجوزهای شبیه BSD باشد، که مانعی برای توسعهٔ انحصاری نیست و بنابراین سازندگان دستگاه‌ها و فروشندگان OS را تشویق می‌کند تا کارهای اشتقاقی بسازند و محصولات مربوطه‌شان را متفاوت کنند.
مجوزهای تکنولوژی‌های توسعه داده شدهٔ می‌گو، همانند fast-boot، بهینه‌سازی‌های سرعتی و مصرفی، مورد علاقهٔ محصولات و پروژه‌های مشتق شده‌است. این تکنولوژی‌ها در میان سیستم نشر پیدا می‌کنند و به‌راحتی نمی‌توانند از آن متمایز شوند. برای مثال، تکنولوژی fast-boot اکثراً شامل بوت لودر سریع و کوچک Syslinux، یک سرویس سیستمی جدید و اتصال شوندهٔ نرم‌افزاری که به آن "uxlaunch" گفته می‌شود و کمی بهینه‌سازی بر روی بسیاری از سرویس‌های نرم‌افزار می‌باشد. خط مشی مجوز استفاده این است که این تغییرات باید بر طبق مجوز کار پایه‌ای که بر طبق آن ساخته شده‌اند، به پیش روند، که به آن، خط مشی مجوز استفاده پروژهٔ upstream گفته می‌شود. برای مثال، کار می‌گو بر روی هسته لینوکس تحت مجوز هسته لینوکس موجود است.

## بنیان‌های فنی

### سیستم عامل مرکزی
سیستم عامل مرکزی می‌گو، یک توزیع لینوکس است، که بر روی می‌موی بر پایهٔ دبیان نوکیا و موبلین بر پایهٔ فدورای اینتل کشیده شده‌است. می‌گو یکی از اولین توزیع‌های لینوکس است که از فایل سیستم Brtfs به‌طور پیش فرض استفاده می‌کند، و برای مخازنش از YUM به‌جای APT استفاده می‌کند.

### توسعه نرم‌افزار
روش تصدیق شدهٔ رسمی توسعه برنامه‌های کاربردی می‌گو استفاده از چهارچوب Qt و Qt Creator به عنوان محیط توسعه‌است، اما از توسعه و نوشتن برنامه‌های GTK هم پشتیبانی می‌شود. برای کامپایل برنامه‌ها از سرویس ساخت اپن سوزه استفاده می‌شود.

## مشتقات
همانند موبلین قبل از این، می‌گو همچنین به عنوان مخزن تکنولوژی که فروشندگان نرم‌افزار می‌توانند به آن دستیابی پیدا کنند تا محصولاتشان را از آن بسازند. تا کنون فقط پورت‌هایی از رابط‌های کاربری گرافیکی برای توزیع‌های لینوکس دیگر خبر داده شده‌اند.

### می‌گو / هارماتان
حتی اگرچه می‌گو به عنوان یک پروژهٔ همکاری بین نوکیا و اینتل شروع شد، اما همکاری هنگامی شکل گرفت که نوکیا در حال توسعهٔ تجسم بعدی توزیع لینوکس می‌مو خود بود. در نتیجه، سیستم عامل مِی مو ۶ دست نخورده باقی خواهد ماند در حالی که UX هندست با تغییر نام به «MeeGo/Harmattan» به اشتراک گذارده خواهد شد.

### سوزه
ناول خبر داد که یک تجسم از لینوکس سوزه را با UX نتبوک می‌گو به زودی راهی خواهد کرد. رابط کاربری هم‌اکنون برای اپن سوزه موجود است.

### فدورا
نسخه ۱۴ فدورا، که قرار است در اکتبر ۲۰۱۰ منتشر شود، هم از UX نتبوک می‌گو برای یک spin استفاده خواهد کرد.

## برنامه زمانبندی انتشار
در انجمن توسعه دهندگان اینتل ۲۰۱۰ خبر داده شد که می‌گو یک زمانبندی انتشار شش‌ماهه را دنبال خواهد کرد. نسخه ۱٫۰ برای نوت بوک‌های Atom و یک برداشت کد برای نوکیا N۹۰۰ برای بارگذاری از چهارشنبه ۲۶ می۲۰۱۰ موجود شد.
|      | نسخه | اسم رمز | شناسه ساخت | نسخهٔ هسته | زمان انتشار  | First device shipped with | توضیحات                                    | وسایل پشتیبانی‌شده |
| ---- | ---- | ------- | ---------- | --------- | ------------ | ------------------------- | ------------------------------------------ | --- |
| می‌گو | ۱٫۰  | -       | -          | ۲٫۶٫۳۳    | ۲۶ May 2010  | نامعلوم                   | پشتیبانی بانت بوکها نوکیا ان۹۰۰            | Netbooks: Asus EeePC 901, 1000H, 1005HA, 1005PE, 1008HA, Eeetop ET1602, Dell mini10v, Inspiron Mini 1012, Acer Aspire One D250, AO532-21S, Revo GN40, Aspire 5740-6025, Lenovo S10, MSI U100, U130, AE1900, HP mini 210-1044, Toshiba NB302, Nokia N۹۰۰ |
| می‌گو | ۱٫۱  | -       | نامعلوم    | -         | October 2010 | نامعلوم                   | پشتیبانی با دستگاه‌های صفحه لمسی پیشنهاد شد | نامعلوم |
| می‌گو | ۱٫۲  | -       | نامعلوم    | کنسل شده  | H1 2011      | نامعلوم                   |                                            | نامعلوم |